# Australomimetus nasoi
Espèce
Australomimetus nasoi est une espèce d'araignées aranéomorphes de la famille des Mimetidae.

## Distribution
Cette espèce est endémique d'Australie-Occidentale. Elle se rencontre au Wheatbelt et au Great Southern.

## Description
Le mâle holotype mesure 5,50 mm.

## Publication originale
- Harms & Harvey, 2009 : Australian pirates: systematics and phylogeny of the Australasian pirate spiders (Araneae: Mimetidae), with a description of the Western Australian fauna. Invertebrate Systematics, vol. 23, p. 231-280.